# Oleg Meleshchenko
Oleg Vladímirovich Meleshchenko, en ruso: Олег Владимирович Мелещенко (nacido el 14 de julio de 1967 en Ekibastuz, Kazajistán) es un exjugador de baloncesto ruso. Consiguió 1 medalla en competiciones internacionales con la Unión Soviética.

## Trayectoria
- SKA Alma-Ata (1984-1992)
- MBC Dinamo Moscú (1992)
- BC Prievidza (1992-1996)
- VVS Samara (1996-1998)
- Lokomotiv Vody (1999-2000)
- Arsenal Tula  (2000-2001)
- Khimki BC (2001-2002 )